# Попплер, Винсент
Винсент Георг Попплер (швед. Vincent George Poppler; род. 1 сентября 2001) — шведский футболист, нападающий «Эстера», выступающий на правах аренды за «Оддевольд».

## Клубная карьера
Футболом начал заниматься в «Тебю», затем на юношеском уровне выступал за «Броммапойкарну», «Юрсхольм» и «Лидингё». В составе последнего на протяжении четырёх сезонов выступал во втором шведском дивизионе. В 2023 году перешёл в другой клуб второго дивизиона — «Нючёпинг». В феврале 2024 года присоединился к выступавшему в первом дивизионе «Эскильсминне».
В декабре 2024 года перешёл в «Эстер», вышедший по итогам прошедшего сезона в Алльсвенскан. Первую игру за новый клуб провёл 17 февраля в матче группового этапа кубка страны против «Хеккена». 24 апреля во встрече с «Юргорденом» дебютировал в чемпионате Швеции, заменив на 82-й минуте Алибека Алиева.
В июле 2025 года на правах аренды до конца сезона перешёл в «Оддевольд».

## Клубная статистика
| Выступление      | Выступление      | Выступление      | Лига | Лига | Кубки | Кубки | Конт. кубки | Конт. кубки | Итого | Итого |
| Клуб             | Лига             | Сезон            | Игры | Голы | Игры  | Голы  | Игры        | Голы        | Игры  | Голы  |
| ---------------- | ---------------- | ---------------- | ---- | ---- | ----- | ----- | ----------- | ----------- | ----- | ----- |
| Лидингё          | Дивизион 2       | 2019             | 1    | 0    | 0     | 0     | 0           | 0           | 1     | 0     |
| Лидингё          | Дивизион 2       | 2020             | 4    | 1    | 0     | 0     | 0           | 0           | 4     | 1     |
| Лидингё          | Дивизион 2       | 2021             | 26   | 11   | 2     | 0     | 0           | 0           | 28    | 11    |
| Лидингё          | Дивизион 2       | 2022             | 17   | 9    | 1     | 0     | 0           | 0           | 18    | 9     |
| Лидингё          | Итого            | Итого            | 48   | 21   | 3     | 0     | 0           | 0           | 51    | 21    |
| Нючёпинг         | Дивизион 2       | 2023             | 20   | 10   | 0     | 0     | 0           | 0           | 20    | 10    |
| Нючёпинг         | Итого            | Итого            | 20   | 10   | 0     | 0     | 0           | 0           | 20    | 10    |
| Эскильсминне     | Дивизион 1       | 2024             | 17   | 8    | 1     | 0     | 0           | 0           | 18    | 8     |
| Эскильсминне     | Итого            | Итого            | 17   | 8    | 1     | 0     | 0           | 0           | 18    | 8     |
| Эстер            | Алльсвенскан     | 2025             | 1    | 0    | 1     | 0     | 0           | 0           | 2     | 0     |
| Эстер            | Итого            | Итого            | 1    | 0    | 1     | 0     | 0           | 0           | 2     | 0     |
| Всего за карьеру | Всего за карьеру | Всего за карьеру | 86   | 39   | 5     | 0     | 0           | 0           | 91    | 39    |